# Pałac w Kazimierzu
Pałac w Kazimierzu – zabytkowy eklektyczny pałac znajdujący się w Kazimierzu  położonym w  województwie opolskim, w powiecie prudnickim, w gminie Głogówek.
Pałac znajduje się około 6 km od Głogówka i 21 km od Prudnika, pod adresem Kazimierz 93a.
W skład zespołu zabytków wchodzi pałac, wpisany do rejestru zabytków 30 grudnia 1986 pod numerem 2145/86 oraz park wpisany 29 marca 1989 roku pod numerem 205/89.

## Historia
Do sekularyzacji majątków klasztornych w 1810 wieś Kazimierz stanowiła własność zakonu cystersów. 9 maja 1811 wieś wraz z budynkiem probostwa zwanym zamkiem wydzierżawiono nadurzędnikowi Kasnerowi. W 1813 dawne probostwo kupił Fryderyk Wilhelm Bernard von Prittwitz i Gaffron, tajny starszy radca finansowy króla Fryderyka Wilhelma III. Prittwitz przeprowadził się do Kazimierza w 1841 r., wówczas we wsi miał już być zbudowany eklektyczny pałac. Po śmierci Fryderyka, jego majątek, w skład którego wchodziły Kazimierz, Biernatów, Damasko i Tomice, przejął w 1842 lub 1843 jego siostrzeniec Aleksander von Prittwitz z Jeleniej Góry. W 1859 kupił pobliski majątek Klisino wraz z pałacem.
Majątek rycerski Kazimierz obejmował w 1864 folwarki Góreczno i Anachów, a także majątki Langendorf i Biernatów. W 1873 właścicielem Kazimierza został starszy syn Aleksandra, Bernard von Prittwitz. Miał on dziewięcioro dzieci, pośród których dziedzicem Kazimierza został Joachim Bernard. Sprzedał on majątek Kazimierz w 1929 Górnośląskiej Spółdzielni Wiejskiej, po czym wyjechał do swojego syna w Namibii w Afryce. Pałac wykupiła gmina, urządzając w nim biuro, przedszkole i mieszkania, w których zamieszkali ludzie pracujący dotąd u Prittwitza.

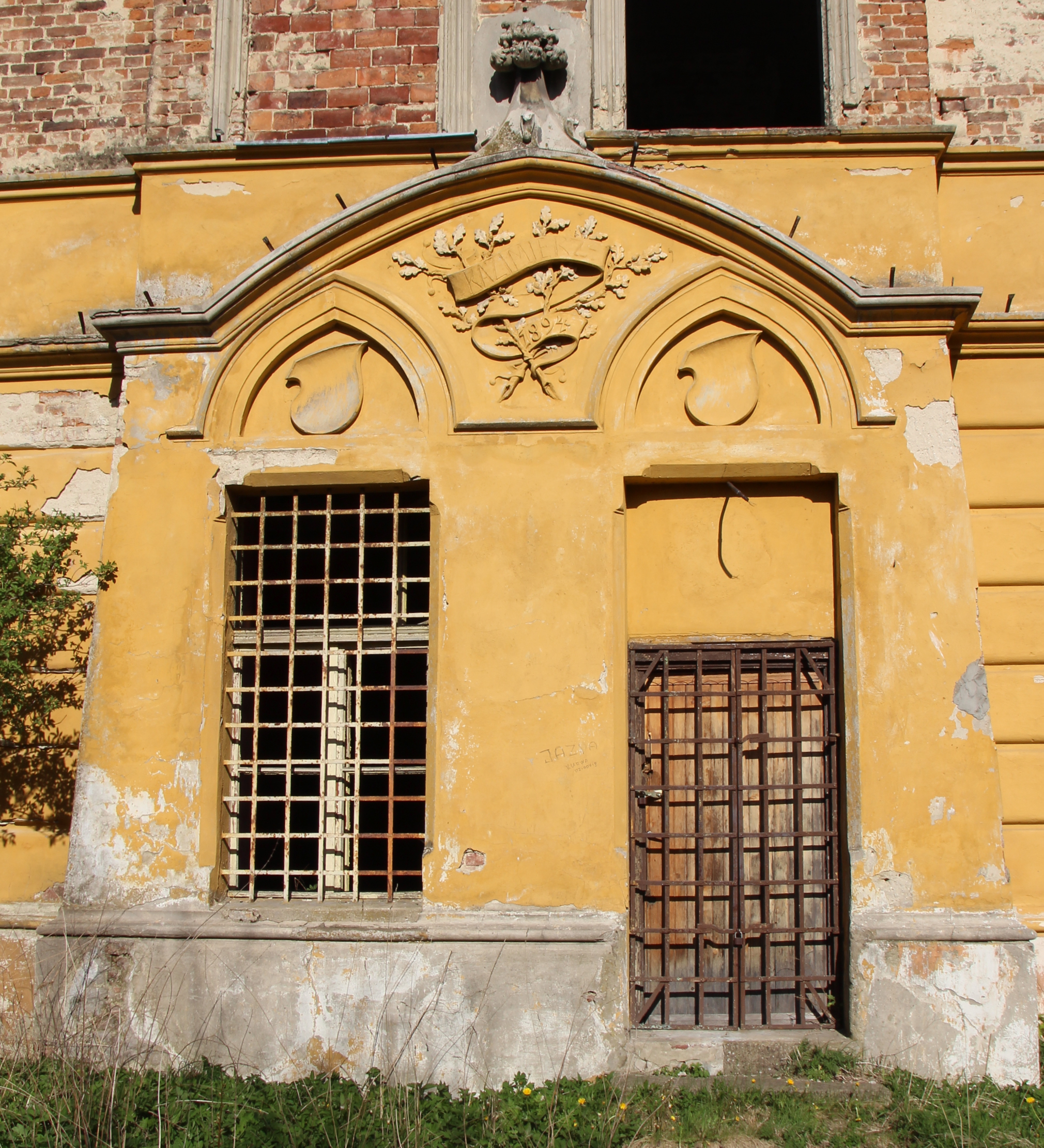
Portal wejściowy

Wokół pałacu znajdowały się zabudowania gospodarcza oraz park krajobrazowy ze stawem. W pobliżu znajdował się las dębowy, którego karczunek rozpoczął się po wyjeździe Prittwitza do Afryki.
Pałac przetrwał II wojnę światową bez zniszczeń. Został siedzibą państwowego gospodarstwa rolnego. W 1946 polski sołtys urządzał w pałacu zabawy i festyny. Następnie obiekt został przejęty przez Gminną Spółdzielnię. Urządziła ona w nim magazyn pasz, węgla i nawozów sztucznych. Ulokowano w nim kasę, gospodę, sklep spożywczy oraz sklep z obuwiem i materiałami. Z czasem opuszczony pałac zaczął popadać w ruinę.
W ramach rekompensaty za mienie zabużańskie w 1990 nowym właścicielem pałacu został mieszkaniec Prudnika. Miał on przeprowadzić niezbędny remont budynku, jednak nie wywiązał się z obietnicy. Po postępowaniu sądowym w 2005 obiekt przeszedł na własność gminy Głogówek. Pałac otrzymał nowy dach, który zabezpieczył budowlę przed dalszą degradacją.